# Bad to Me
Bad to Me (englisch für: Schlecht zu mir) ist ein Lied der britischen Band The Beatles, das 2013 auf ihrem Kompilationsalbum The Beatles Bootleg Recordings 1963 veröffentlicht wurde. Komponiert wurde es von John Lennon und Paul McCartney und unter der Autorenangabe Lennon/McCartney veröffentlicht. Die Erstveröffentlichung des Liedes erfolgte von Billy J. Kramer.

## Hintergrund
Bad to Me wurde im April 1963 komponiert und basiert hauptsächlich auf den musikalischen Ideen von John Lennon. Laut Lennon wurde das Lied während eines Spanienurlaubs von Lennon und Brian Epstein in Barcelona geschrieben. Im Mai/Juni 1963 wurde von John Lennon eine Demoversion mit Gitarrenbegleitung aufgenommen, ob ein weiterer Beatle daran beteiligt war, ist nicht geklärt. Das Demo-Acetat war im Besitz von Alistair Taylor, einem Assistenten von Brian Epstein, der die Schallplatte dann über Sotheby’s am 22. Dezember 1981 für 308 britische Pfund verkaufte.
Bad to Me wurde von den Beatles nie für EMI aufgenommen, stattdessen boten sie das Lied Billy J. Kramer an, der am 26. Juni 1963 unter der Produktionsleitung von George Martin Bad to Me einspielte. Brian Epstein war ebenfalls der Manager von Billy J. Kramer. Während der Aufnahmesession waren auch John Lennon und Paul McCartney zugegen. Das Lied wurde am 26. Juli als Single veröffentlicht und erreichte Platz eins in den britischen Charts. Bei der B-Seite der Single handelt es sich mit I Call Your Name ebenfalls um eine Lennon/McCartney-Komposition Bad to Me erreichte in 1964 in den US-Charts Platz neun.
In den Jahren 1963 und 1964 hatte Billy J. Kramer noch drei weitere Hits mit Lennon/McCartney-Kompositionen: Do You Want to Know a Secret, ein Lied vom Beatles-Album Please Please Me sowie I’ll Keep You Satisfied und From a Window, zwei Lieder, die die Beatles selber nicht aufnahmen. Eine weitere Lennon/McCartney-Kompositionen, die die Beatles ebenfalls nicht verwendeten und die Kramer aufnahm, war I’ll Be on My Way.

## Veröffentlichung
Am 17. Dezember 2013 wurde Bad to Me auf dem Kompilationsalbum The Beatles Bootleg Recordings 1963 über iTunes veröffentlicht.

## Weitere Coverversionen
- Apple Jam – Off The Beatle Track [8]
- The Beatnix – It's Four You [9]
- Bas Muys – Lennon & McCartney Songs (Never Issued) [10]
- Die Toten Hosen – Learning English Lesson 3: MERSEY BEAT! [11]